# PFC Spartak de Nalchik
El PFC Spartak Nalchik (del ruso: Профессиональный футбольный клуб "Спартак" Нальчик) es un equipo ruso de fútbol de la ciudad de Nálchik. Jugó en la Liga Premier de Rusia desde 2006 hasta 2012.

## Jugadores

### Jugadores destacados
| - Viktor Fayzulin - Zaur Khapov - Veniamin Mandrykin - Denis Popov - Viktor Vasin - Artyom Yenin - Denis Yevsikov - Karen Grigoryan - Albert Sarkisyan - Ruslan İdiqov - Artem Kontsevoy - Konstantin Kovalenko - Vitali Lanko - Mark Švets | - Aleksandr Amisulashvili - Iuri Gabiskiria - Gogita Gogua - Giorgi Oniani - Vaso Sepashvili - David Siradze - David Loria - Kazbek Geteriev - Arsen Tlekhugov - Roman Uzdenov - Aleksandrs Koļinko - Darvydas Šernas - Giedrius Žutautas - Viorel Frunză - Dmytro Topchiev - Marat Bikmaev | - Ricardo Baiano - Mario Jurić - Adnan Zahirović - Otto Fredrikson - Hannes Sigurðsson - Miodrag Džudović - Milan Jovanović - Darijan Matič - Dejan Rusič - Tiassé Koné - Ngasanya Ilongo - Newton Ben Katanha - Anzour Nafash - Aduba Jideofor |